# Afrička književnost
Afrička književnost je literatura iz Afrike, čime je obuhvaćena i usmenu književnost („besedništvo“, ili „oratura” u terminu koji je stvorio ugandski učenjak Pio Zirimu).
Kao što je Džordž Džozef primetio u svom poglavlju o afričkoj književnosti u Razumevanje savremene Afrike, dok su evropski pogledi na književnost često isticali odvojenost umetnosti i sadržaja, afrička shvatanje uključuje:
„Književnost“ takođe može jednostavno značiti umetničku upotrebu reči radi same umetnosti. [...] Tradicionalno, Afrikanci radikalno ne odvajaju umetnost od nastave. Umesto da pišu ili pevaju radi lepote same po sebi, afrički pisci, oslanjajući se na usmenu književnost, koriste lepotu kako bi pomogli da se važne istine i informacije prenesu društvu. Zapravo, predmet se smatra lepim zbog istina koje otkriva i zajednica koje pomaže da se izgrade.

## Usmena književnost
Usmena literatura (ili besedništvo) može biti u prozi ili stihu. Proza je često mitološka ili istorijska i može uključivati priče o prevarantu. Pripovjedači u Africi ponekad koriste tehnike pozivanja i odgovaranja da bi ispričali svoje priče. Poezija, koja se često peva, uključuje: narativni ep, okupacioni stih, ritualni stih, pohvale vladarima i drugim istaknutim ljudima. Pevači pohvalja, bardovi ponekad poznati i kao „grioti“, kazuju svoje priče uz muziku. Takođe se recituju, često pevaju, ljubavne pesme, radne pesme, pesme za decu, zajedno sa epigramima, poslovicama i zagonetkama. Ove usmene tradicije postoje na mnogim jezicima, uključujući fulanski, svahili, hauski i volofski.
U Alžiru je usmena poezija bila važan deo berberske tradicije kada je većina stanovništva bila nepismena. Ove pesme, zvane Ajsefra, korišćene su za razne aspekte verskog i svetovnog života. Religijske pesme su obuhvatale pobožne teme, proročke priče i pesme u čast svecima. U sekularnoj poeziji moglo bi biti reči o proslavama poput rođenja i venčanja, ili predanjima o herojskim ratnicima. Kao još jedan primer, u Maliju se usmena književnost ili narodne priče i dalje emituju na radiju na maternjem jeziku Buma.

## Prekolonijalna književnost
Postoje brojni su primeri prekolonijalne afričke literature. U Etiopiji postoji značajna književna tradicija napisana na giškom jeziku, koja seže unazad bar do četvrtog veka nove ere; najpoznatije delo u ovoj tradiciji je Kebra Nagast, ili „Knjiga o kraljevima“. Jedan od popularnih oblika tradicionalne afričke narodne priče je priča o „prevarantima“, u kojoj mala životinja koristi svoju pamet da preživi susrete sa većim stvorenjima. Primeri trikova životinja su Anansi, pauk u folkloru Ašanti naroda iz Gane; Ajdžapa, kornjača u folklornom jeziku Joruba u Nigeriji; i Sungura, zec pronađen u folkloru centralne i istočne Afrike. Drugih dela u pisanom obliku ima u izobilju, poput onih u severnoj Africi, regionima Sahela u zapadnoj Africi i duž Svahilske obale. Samo iz Timbuktua potiče oko 300.000 ili više rukopisa ušuškanih u raznim bibliotekama i privatnim kolekcijama, uglavnom napisanih na arapskom, mada su neki i na domorodačkim jezicima (poput fulaškog i songajskog). Mnoge su napisane na čuvenom Univerzitetu Timbuktua. Materijal pokriva širok spektar tema, uključujući astronomiju, poeziju, pravo, istoriju, veru, politiku i filozofiju. Svahilska književnost slično crpi inspiraciju iz islamskih učenja, ali je razvijena u autohtonom okruženju. Jedno od najpoznatijih i najranijih dela svahilske književnosti je Utendi va Tambuka ili „Priča o Tambuki“.
Na području Magreba, Severnoafrikanci poput Ibn Halduna ostvarili su veliki prestiž u arapskoj književnosti. U srednjovekovnoj severnoj Africi su prosperirali univerziteti poput onih u Fesu i Kairu, sa obilnom količinom literature kojom su podržavani.

## Kolonijalna afrička književnost
Afrička dela koja su na zapadu najpoznatija su iz perioda kolonizacije i trgovine robovima su pre svega narativi o robovima, poput Olauda Ekvijanova Zanimljiva pripovest o životu Olaude Ekvijana (1789).
U kolonijalnom periodu, Afrikanci izloženi zapadnim jezicima počeli su da pišu na tim jezicima. Godine 1911, Džozef Efrejm Kaseli Hejford (poznat i kao Ekra-Agiman) sa Zlatne obale (sada Gana) objavio je verovatno prvi afrički roman napisan na engleskom jeziku, Etiopija nesputana: Studije rasne emancipacije. Iako se rad kreće između fikcije i političkog propagiranja, njegovo objavljivanje i pozitivne kritike u zapadnoj štampi predstavljaju prekretnicu u afričkoj književnosti.
U ovom periodu počinju da se pojavljuju afričke drame napisane na engleskom jeziku. Herbert Isak Ernest Dlomo iz Južne Afrike objavio je prvu afričku predstavu na engleskom jeziku, The Girl Who Killed to Save: Nongqawuse the Liberator 1935. Godine 1962, Ngugi va Tiongo iz Kenije napisao je prvu istočnoafričku dramu, Crni pustinjak, upozoravajuću priča o „trajbalizmu“ (diskriminaciji između afričkih plemena).
Među prvim komadima afričke literature koji su dobili značajna priznanja kritičara širom sveta bila je novela Stvari koje se raspadaju, autora Činua Ačebea. Objavljeno 1958. godine, tokom poznog kolonijalnog doba, ovo delo analizira uticaj kolonijalizma na tradicionalno afričko društvo.
Afrička književnost u kasnom kolonijalnom periodu (između kraja Prvog svetskog rata i nezavisnosti) sve više je sadržavala teme oslobađanja, nezavisnosti i (među Afrikancima na frankofonskim teritorijama) negritjud. Jedan od vođa negritjudnog pokreta, pesnik i konačno predsednik Senegala, Leopold Sedar Sengor, objavio je 1948. godine prvu antologiju poezije na francuskom jeziku koju su napisali Afrikanci, Anthologie de la nouvelle poésie nègre et malgache de langue française (Antologija novocrnačke-malaške poezije na francuskom jeziku), sa predgovorom francuskog egzistencijalističkog pisca Žan-Pola Sartra.
Za mnoge pisce ovaj naglasak nije bio ograničen na njihovo objavljivanje. Mnogi su zaista duboko i direktno patili: cenzurisan zbog odbacivanja umetničkih odgovornosti da bi aktivno učestvovao u ratovanju, Kristofer Okigbo je poginuo u bici za Biafru protiv Nigerijskog pokreta iz Građanskog rata 1960-ih; Mongan Vali Serot je bio u pritvoru po osnovi južnoafričkog Zakonu o terorizmu br. 83 iz 1967. između 1969. i 1970, a potom je pušten bez da mu je ikada suđeno; u Londonu 1970, njegov zemljak Artur Nordž počinio je samoubistvo; Malavljanin Džak Mapandž bio je lišen slobode bez optužbi i bez suđenja zbog improvizovane primedbe u univerzitetskoj kafani; a 1995. godine nigerijska hunta je obesila Kena Saro-Vivu.

## Postkolonijalna afrička književnost
Sa oslobađanjem i povećanom pismenošću otkako je većina afričkih država stekla nezavisnost pedesetih i šezdesetih godina 20. veka, afrička književnost se dramatično razvla u pogledu količine i prepoznatljivosti, s brojnim afričkim delima koja se pojavljuju u zapadnim akademskim kurikulumima i na listama „najboljih“ radova napisanih od kraja 20. veka. Afrički pisci u ovom periodu pisali su i na zapadnim jezicima (posebno engleskom, francuskom i portugalskom) i na tradicionalnim afričkim jezicima kao što je hauski.
Ali A. Mazrui i drugi pominju sedam konfliktnih sukoba: sukob između afričke prošlosti i sadašnjosti, između tradicije i modernosti, između autohtonog i stranog, između individualizma i zajednice, između socijalizma i kapitalizma, između razvoja i samopouzdanja, i između afričnosti i humanosti. Ostale teme u ovom periodu uključuju socijalne probleme kao što su korupcija, ekonomske razlike u novim nezavisnim zemljama, i prava i uloge žena. Književnice su danas mnogo bolje zastupljene u objavljenoj afričkoj literaturi nego što su bile pre nezavisnosti.
Godine 1986, Vole Sojinka postao je prvi afrički pisac nakon nezavisnosti koji je dobio Nobelovu nagradu za književnost. Prethodno je Albertu Kamusu, rođenom u Alžiru, dodeljana Nobelova nagrada 1957. godine.

## Savremeni razvoj
U Africi postoji mnogo književnih produkcija od početka tekuće decenije (2010), mada ih čitalaštvo još uvek ne prati u velikim brojevima. Takođe se može primetiti pojava određenih spisa koji raskidaju sa akademskim stilom. Osim toga, u današnje vreme je na kontinentu uočljiva nedovoljan zastupljenost književnih kritičara. Smatra se da su književni događaji vrlo pomodni, uključujući književne nagrade, od kojih su neke osobene po originalnim konceptima. Slučaj Velike nagrade književnih udruženja prilično je ilustrativan. Krhki papir, koji je osnovao Ajnehi Edoro, opisan je kao „vodeći afrički književni časopis“.

## Literatura objavljena u Africi
Noma nagrada za izdavaštvo u Africi je inaugurisana 1980. godine i postojala je do 2009. godine. Ona je dodeljuvaba za izuzetan rad godine objavljen u Africi.

## Literatura
- Werku, Dagnachew (1968). The Thirteenth Sun.
- Berhanemariam, Sahlesillasse (1974). The Warrior King.
- Alain Ricard (1987). „Museum, Mausoleum, or Market: The Concept of National Literature”. Research in African Literatures. 18 (3): 293—303. JSTOR 4618186.
- Mineke Schipper (1987). „National Literatures and Literary History”. Research in African Literatures. 18 (3): 280—292. JSTOR 4618185.
- Busby, Margaret (ed.), Daughters of Africa: An International Anthology of Words and Writings by Women of African Descent from the Ancient Egyptian to the Present, Random House, 1992.
- Mazrui, Ali A. (ed.), General History of Africa, vol. VIII, UNESCO, 1993, ch. 19, Ali A. Mazrui et al., "The development of modern literature since 1935". Шаблон:Free access
- Gordon, April A. and Gordon, Donald L., Understanding Contemporary Africa, London: Lynne Rienner, 1996, ch. 12, George Joseph, "African Literature".
- Gikandi, Simon (ed.), Encyclopedia of African Literature, London: Routledge, 2003.
- Irele, Abiola, and Simon Gikandi (eds),The Cambridge History of African and Caribbean Literature, 2 vols, Cambridge [u.a.]: Cambridge University Press, 2004. Table of contents
- Shamim, Amna (2017). Gynocentric Contours of the Male Imagination: A Study of the Novels of Chinua Achebe and Ngugi wa Thiong'o. New Delhi: Idea  Publishing. ISBN 9788193326978.

## Spoljašnje veze
- „(Literature)”. AfricaBib.org. Архивирано из оригинала 16. 10. 2019. г. Приступљено 15. 12. 2020.